# بترا إريكسون
بترا إريكسون هي نبالة سويدية، ولدت في 1 يونيو 1973.

## وصلات خارجية
- بترا إريكسون على موقع أوليمبيديا (الإنجليزية)
- بترا إريكسون على موقع اللجنة الأولمبية السويدية (السويدية)